# 후지이데라 구장

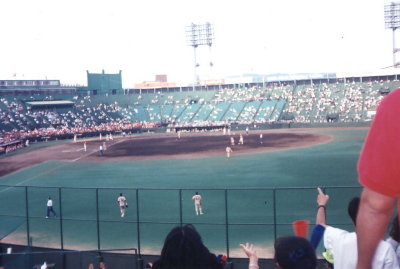

후지이데라 구장(藤井寺球場)은 1928년 세워져 2005년 철거된 일본 후지이데라시의 야구장이다. 수용인원은 32000명이었으며 좌우 91m, 좌우중 110m, 중앙펜스까지 120m였다. 긴테쓰 버팔로스(1984 ~1996)의 홈구장이었다.

## 같이 보기
- 후지이데라역